# 乐青地乡
乐青地乡（羅馬化：li qit ndip），是中华人民共和国四川省凉山彝族自治州越西县曾经下辖的一个乡。2021年1月12日，撤销乐青地乡，原乐青地乡地各村、尔普村、寒林村、罗波科村、青地村、瓦曲村所属行政区域为贡莫镇的行政区域；原乐青地乡渣普村所属行政区域划归普雄镇管辖。

## 行政区划
乐青地乡撤销前下辖以下地区：
寒林村、地各村、青地村、瓦曲村、尔普村、渣普村和罗波科村。